# Pravastatin
Pravastatin ist ein Arzneistoff aus der Gruppe der Statine, der in der Behandlung von hohen Cholesterinwerten eingesetzt wird. Es wird eingenommen, um Herz-Kreislauf-Komplikationen vorzubeugen, solange noch keine koronare Herzkrankheit vorliegt.
Der Naturstoff Pravastatin zählt zu den Monacolinen und wird aus Nocardia autotrophica (sowie Syncephalastrum nigricans, Absidia coerulea) gewonnen. Pravastatin kam 1991 nach Lovastatin und Simvastatin als dritter HMG-CoA-Reduktase-Hemmer (Statin) in den Handel.

## Wirkmechanismus
Pravastatin ist ein kompetitiver HMG-CoA-Reduktasehemmer. Die HMG-CoA-Reduktase wirkt als Katalysator bei der Reduktion des 3-Hydroxy-3-methylglutaryl-Coenzym A zu Mevalonat, welche einen begrenzenden Schritt in der hepatischen Cholesterinsynthese darstellt. Durch die Absenkung der Cholesterinsynthese steigern die Leberzellen die Anzahl der LDL-Rezeptoren auf der Zelloberfläche, so dass die LDL-Aufnahme in die Leberzelle erhöht und damit der LDL-Spiegel im Blut verringert wird.

## Nebenwirkungen
Pravastatin kann u. a. Störungen des Magen-Darm-Traktes (Durchfall, Verstopfung, Blähungen), Müdigkeit, Muskelschmerzen sowie Kopf- und Gelenkschmerzen verursachen.

## Stereoisomerie
Pravastatin ist chiral und enthält acht stereogene Zentren. Die arzneilich verwendete Form ist das definierte Stereoisomer in der Konfiguration wie der Infobox angegeben. Es wird in Form des Natriumsalzes eingesetzt.

## Handelsnamen
Monopräparate
Mevalotin (D, CH), Panchol (A), Pravagamma (D), Pravalip (D), Pravalotin (CH), Pravasin protect (D), Pravasta (CH), Pravastax (CH), Pravatin (CH), Selipran (CH), Statinoprav (A), zahlreiche Generika (D, A, CH)